# Мухаммед Афзаль-хан
Мухаммед Афзаль-хан (1811 — 7 октября 1867) — эмир Афганистана с 1866 по 1867 год.
Этнический пуштун. Был старшим сыном Дост-Мухаммеда. Через три года после смерти отца сверг своего брата Шир-Али и провозгласил себя эмиром. На следующий год Афзаль умер, а в 1868 году, спустя год после его смерти, Шер Али-хан вновь стал эмиром Афганистана.